# Dagmar Bittner
Dagmar Bittner (* 12. Januar 1981 in Nürnberg) ist eine deutsche Schauspielerin, Synchronsprecherin sowie Sprecherin von Hörspielen, Hörbüchern, Werbespots und Sachtexten.

## Leben
Nach ihrem abgeschlossenen Magisterstudium arbeitete Dagmar Bittner zunächst als Verlagsredakteurin, bevor sie sich 2010 als Sprecherin und Schauspielerin selbständig machte. Seitdem umfasst ihre Vita über 300 Hörbücher und ebenso viele Hörspiele. Sie ist u. a. die Erzählerin in der Disney-Hörspielserie Violetta und Hörbuchsprecherin der Romane von Erin Watt sowie der Flammengeküsst-Reihe von Rebecca Yarros. Zudem spricht sie die Hörbuchfassungen von Meg Cabots Ich bin dann mal Prinzessin. Das Hörbuch Im Gefängnis – ein Kinderhörbuch über das Leben hinter Gittern, bei dem sie den Part der Tochter Sina sprach, war auf der Longlist zum Deutschen Hörbuchpreis 2019 vertreten. 2022 erreichte ihre Lesung von Strangeworlds 2 – Die Reise ans Ende der Welt den 3. Platz beim Kinderhörbuch-Publikumspreis des Deutschen Buchhandels Hörkulino.
2023 gewann sie den Lovelybooks Community Award in der Kategorie Hörbuch mit Fourth Wing. Der Titel war zudem meistgehörtes Hörbuch der Streaming-Plattform Bookbeat im selben Jahr.
In ihrer Heimatstadt Nürnberg trat sie von 2010 bis 2019 regelmäßig mit ihrem Ensemble „Das Brauherrentheater“ auf, für das sie auch als Autorin und Regisseurin tätig war. Zudem hat sie Auftritte in verschiedenen Live-Hörspielen.
Darüber hinaus beteiligte sie sich mit ihrer Stimme an ehrenamtlichen Projekten wie dem Vorlesetag oder den Vagina-Monologen und war 2017 und 2018 Jurymitglied des „Hört! Hört!“-Wettbewerbes, der Hörspiele und Radiobeiträge nichtkommerzieller Jugendproduktionen in Franken auszeichnet.
Ihre Sprechausbildung erhielt sie unter anderen von Joachim Kunzendorf, Katharina Koschny und Johannes Steck.

## Sprechrollen (Auswahl)

### Synchron
- 2010: .hack//Quantum – für Sanae Kobayashi … als Shamrock
- 2011: Roadkill – für Eliza Bennett … als Hailey
- 2014: What the Fuck?! von Rémi Gaillard – für Nicole Ferroni … als Sandra
- 2014: Code 37 – für Maaike Neuville … als Roos De Vlieger
- 2015: Frequencies – für Kayti Moran und Jasmine San … als Nicola Tesla
- 2015: Demon King Daimao – für Shizuka Itō … als Fujiko Etou
- 2015: Akame ga Kill! – für Mamiko Noto … als Sheele
- 2015: Pokémon Folge 874 und 875 … als Valerie
- 2016: Code Black S1E7 – für Skyler Day … als Veronica Franco
- 2017: Schwarzesmarken – für Emiri Kato … als Pham Thi Lan
- 2018: K.C. Undercover – für Haley Tju … als Zoe
- 2019: Darling in the Franxx für Shizuka Ishigami … als Ikuno
- 2020: Danmachi II und Danmachi – Arrow of the Orion – für Maaya Uchida … als Liliruca Arde
- 2022: One Piece (Anime) – für Umeka Shōji … als Solitaire
- 2022: Junjo Romantica - für Noriko Namiki ... als Eri Aikawa
- 2023: Doctor Who - für Katy Manning ... als Jo Grant, Begleiterin des 3. Doctors
- 2023: Inspektor Foyle - für Honeysuckle Weeks ... als Samantha Stewart
- 2024: Apocalypse Clown - für Natalie Palamides ... als Funzo

### Hörspiele
- Erzählerin in Disney’s Violetta – die Originalhörspielserie
- Geschichtenerzählerin in Dragonbound
- Mrs Hudson in Sherlock Holmes Chronicles
- Phyllis Elliott in Pater Brown – die neuen Fälle
- Gracy in Sherlock Holmes & Co 17: Das Verlangen zu töten
- Alina in Sherlock Holmes – die neuen Fälle, Folge 24: Das Monster von Soho
- Marion Price in Geisterjäger John Sinclair 97
- Dwipavati in Mark Brandis 10
- Gräfin Anastasiya von Gruselstein in Hugos Mitternachtsparty (durchgängige Nebenrolle)
- Kiki in Die Spürhasen-Bande (durchgängige Hauptrolle)
- Hannah Fischer in Welt am Abgrund (durchgängige Hauptrolle)
- Ariana Morrison in Izara – das ewige Feuer (Hauptrolle)
- Kassandra Glasig in Hui Buh 35
- Megan in Berühre mich. Nicht.
- Julienne in Lupin Legends
- Erzählerin in Leo und die Abenteuermaschine (ab Folge 30)

### Sonstiges
- Audiodeskription für die Kinofilme Halbe Brüder und Hilfe ich habe meine Lehrerin geschrumpft
- Off-Stimme Zwischen Kindheit und Erwachsensein – Jugendbilder der letzten 60 Jahre. 6-teilige Dokuserie auf BR-Alpha
- Sarah Hamilton im Videospiel Mystery of Neuschwanstein
- 11. spielbarer Charakter Rose im MMORPG Elsword
- Final Fantasy XV, als Aera Mirus Fleuret
- Jubilee in Marvel Heroes 2017

## Hörbücher (Auswahl)
Im Zuge ihrer Karriere ist Bittner bereits für mehrere Verlage tätig gewesen, so etwa für Random House Audio, Argon Verlag, Lübbe Audio, der Audio Verlag, Hörbuch Hamburg, Steinbach sprechende Bücher & Audible.
- 2015: Mann umständehalber abzugeben von Hanne-Vibeke Holst, Steinbach/Saga, ISBN 978-3-86974-240-3.
- 2016: Die Danny-Trilogie (Dem Horizont so nah, Dem Abgrund so nah, Dem Ozean so nah) von Jessica Koch, audible
- 2016: Calendar Girl 1-4 von Audrey Carlan, Steinbach/Saga, ISBN 978-3-86974-259-5, ISBN 978-3-86974-261-8, ISBN 978-3-86974-262-5, ISBN 978-3-86974-263-2
- 2017: Die Paper Trilogie: Paper Princess, Paper Prince, Paper Palace von Erin Watt, Hörbuch Hamburg
- 2017: Deadly ever after von Jennifer Armentrout, audible
- 2018: Die Young Elites-Trilogie sowie Warcross von Marie Lu, audible
- 2018: Ich bin dann mal Prinzessin von Meg Cabot, Der Audio Verlag, ISBN 978-3-7424-0383-4
- 2018: The Wife between us – wer ist sie wirklich von Greer Hendricks und Sarah Pekkanen, Argon Verlag, ISBN 978-3-8398-9375-3
- 2018/19: Sommerhaus zum Glück und Wild at Heart von Anne Sanders, audiomedia, ISBN 978-3-95639-361-7, ISBN 978-3-96398-071-8
- 2018: Revenge – Sternensturm von Jennifer Armentrout, Silberfisch, ISBN 978-3-7456-0032-2
- 2019: Izara – das ewige Feuer von Julia Dippel, Silberfisch
- 2019: Gespräche mit Freunden von Sally Rooney, der Hörverlag, ISBN 978-3-8445-3311-8
- 2019: Lebenslang mein Ehemann von Gaby Hauptmann, Osterwold audio, ISBN 978-3-86952-438-2
- 2020: Hormongesteuert ist immerhin selbstbewusst von Franca Parianen, Argon Verlag, ISBN 978-3-8398-8195-8
- 2020: Ich bin Gideon von Tamsyn Muir, Random House Audio, ISBN 978-3-8371-5200-5
- 2020: Promised von Keira Cass, Argon Verlag, ISBN 978-3-7324-5425-9
- 2021: Mit dir falle ich von Inka Lindberg, Hörbuch Hamburg, ISBN 978-3-8449-2730-6
- 2021: Das Haus der Düfte von Pauline Lambert, USM Audio, ISBN 978-3-8032-9274-2
- 2021: Es ist nicht alles Glück, was glänzt von Ute Seidel, Lübbe Audio, ISBN 978-3-7540-0237-7 (Hörbuch-Download)
- 2021: Strangeworlds 2 – Die Reise ans Ende der Welt, Lübbe Audio
- 2021: Kingdoms of Smoke – Teil 3: Brennendes Land von Sally Green (gemeinsam mit Monika Oschek, Maximilian Artajo, Marius Clarén & Wanja Gerick), Der Audio Verlag, ISBN 978-3-7424-1328-4
- 2022: NO PLACE FOR US von Alicia Zett, Argon Verlag, ISBN 978-3-7324-5520-1 (Gemeinsam mit Jana Kozewa)
- 2022: Eine gemeinsame Sache von Anne Tyler, Argon Verlag
- 2022: Dunbridge Academy - Anyone von Sarah Sprinz (Dunbridge Academy 2, gemeinsam mit Max Felder), Lübbe Audio, ISBN 978-3-96635-209-3 (Hörbuch-Download)
- 2023: Truth – Bist du bereit für die Wahrheit?, Lübbe Audio, ISBN 978-3-7540-0289-6 (Hörbuch-Download, gemeinsam mit Slim Weidenfeld)
- 2023: Fourth Wing – Flammengeküsst von Rebecca Yarros, Hörbuch Hamburg (DE: Gold (Hörbüch-Award))[3]
- 2023: Cottages Crimes - Ein preisgekrönter Todesfall von Debbie Young, dp audiobooks, ISBN 978-3-98778-035-6
- 2023: I'm Glad My Mom Died von Jennette McCurdy, Argon Verlag
- 2023: Das Wunder der kleinen Dinge von Audrey Burges, Argon Verlag, ISBN 978-3-7324-7233-8
- 2023: Cottage Crimes - Eine Leiche zu viel von Debbie Young, dp audiobooks, ISBN 978-3-98778-028-8
- 2023: A Song to raise a Storm von Julia Dippel, TIDE exklusiv, ISBN 978-3-8449-3541-7
- 2023: When the King Falls von Marie Niehoff, Argon Verlag, ISBN 978-3-7324-0848-1
- 2023: Iron Flame - Flammengeküsst von Rebecca Yaros, Hörbuch Hamburg, ISBN 978-3-8449-3348-2 (mit Vincent Fallow)
- 2023: Cottage Crimes - Ein Dorf unter Verdacht von Debbie Young, dp audiobooks, ISBN 978-3-98778-032-5
- 2024: Möwentrauer von Ivonne Keller und Stina Jensen, USM audio, ISBN 978-3-8032-8718-2
- 2025: Capturing the Devil - Der Teufel von Chicago, Hörbuch Hamburg & Audible, ISBN 978-3-8449-3913-2 (Hörbuch-Download, Die grausamen Fälle der Audrey Rose - Band 4)

## Auszeichnungen
- 2019–2024: Meistgehörte Sprecherin bei Bookbeat[4]
- 2024: 1. Platz bestes Hörbuch, Lovelybooks Community Award: Iron Flame
- 2024: Meistgehörtes Indie-Hörbuch auf Bookbeat (Platz 1 und 2): Black Witch 1 und 2[4]
- 2023: Meistgehörtes Hörbuch 2023 auf Bookbeat: Fourth Wing
- 2023: 1. Platz bestes Hörbuch, Lovelybooks Community Award: Fourth Wing
- 2022: 1. Platz hr2 Hörbuchbestenliste September ’22 für das Hörbuch Fairy Tale Camp von Corinna Wieja
- 2022: 3. Platz beim Kinderhörbuch-Publikumspreis des Deutschen Buchhandels „Hörkulino“ für das Hörbuch Strangeworlds 2 – Die Reise ans Ende der Welt von L.D. Lapinski
- 2021: 1. Platz hr2-Hörbuchbestenliste Februar ’21 für das Hörbuch Drachentochter von Liz Flannagan